# Полиција Републике Косово
Полиција Републике Косово (алб. Policia e Kosovës, енгл. Kosovo Police) је орган јавне управе за спровођење закона у Републици Косово. Формирана је након завршетка рата на Косову и Метохији 1999, односно након повлачења Војске Југославије и Полиције Србије са Косова и Метохије и доласка међународних мировних снага КФОР, према Резолуцији 1244 Савета безбедности УН. Првобитно је била под контролом УНМИК-а, али је контролу над њом касније преузела Влада Републике Косово.

## Историја
Дана 6. септембра 1999. године Мисија ОЕБС-а на Косову и Метохији, у складу са Резолуцијом 1244 Савета безбедности Уједињених нација, основала је Полицијску школу, која је почела са обуком кандидата за припаднике Полиције Косова. Прва генерација кандидата је бројала укупно 176 припадника, који су успешно завршили обуку и почели са обављањем активности у полицији на целој територији Косова и Метохије, као први полицајци у овој служби.